# IMPUNES
IMPUNES é um futuro jogo eletrônico de ação-aventura que está sendo desenvolvido pela desenvolvedora indie 2nibble. Impunes se passará na cidade fictícia Canário, com elementos baseados em Balneário Camboriú e Camboriú. A ideia é que o jogador tenha a liberdade de criar o próprio personagem e escolher um rumo legal ou ilegal na história do jogo.
A ideia do jogo surgiu em 2014, com um projeto chamado 2NTD (2Nibble Top Down) onde o jogo ainda não tinha um nome definido e teria uma câmera top-down estilo Grand Theft Auto: Chinatown Wars. Em 2017 o projeto teve seu nome alterado para IMPUNES, onde a ideia de "quem não pagou pelo crime que cometeu" pudesse ser passada, se referindo a impunidade no Brasil.
O jogo também foi chamado de 'GTA brasileiro' por sites de notícia, mas a desenvolvedora diz ser mais do que GTA.

## Equipe
A equipe de desenvolvimento de Impunes é um grupo de 4 pessoas:
- Valdir Júnior: Programador;
- Chrystian Farias: Modding;
- Zeneric: Modelador e Texturizador;
- Meck: Modelador e Ilustrador da cidade.

## Financiamento
O método de financiamento adotado pela 2nibble para o desenvolvimento do IMPUNES foi o crowdfunding.
Utilizando desse método, a meta era conseguir R$ 40.000 em 60 dias.